# Copihuito
Copihuito ist ein Dokumentarfilm des DEFA-Studios für Dokumentarfilme von Günter Jordan aus dem Jahr 1977.

## Handlung
In Berlin treffen sich 1977 junge chilenischen Pioniere, die sich mit ihren Eltern oder Verwandten wegen des Putsches der faschistischen Junta in Chile im Asyl in der DDR befinden. Sie gestalten eine Zeitung, eine Pionierzeitung mit dem Titel Copihuito für alle chilenischen Kinder, die in der Deutschen Demokratischen Republik (DDR) wohnen. Sie machen diese Zeitung, weil viele dieser Kinder Sehnsucht nach der Heimat haben, damit sie etwas Spannendes und Informatives zu lesen bekommen und ihre spanische Sprache nicht verlernen.
Die Kinder erzählen, wie sie auf den Namen der Zeitung gekommen sind: Copihuito ist die Nationalblume Chiles, sie ist wie das Blut, welches das chilenische Volk vergossen hat. Diese Blume ist bereits ein Symbol, seit die Indianer zwischen dem 15. und 16. Jahrhundert gegen die Spanier gekämpft haben. Sie hat eine besondere Bedeutung für die Kämpfer, die die Unabhängigkeit erreicht haben und für das Volk, das durch das Pinochet-Regime unterdrückt ist, denn die Blume bedeutet den Sieg für das Volk. Sie ist sehr schön, sie ist wie eine Schlingpflanze, sieht rot aus und hat die Form einer Glocke.
Während ein chilenischer Pionier einen Text auf einer alten mechanischen Schreibmaschine tippt, zeigen andere Jungen ihre Zeichnungen mit kleinen Männchen hoch. Eine Gruppe von Kindern beschäftigt sich mit dem Vervielfältigungsgerät, welches Probleme bereitet, die aber bewältigt werden. Immer wieder gibt es Einblendungen verschiedener Zeichnungen im indianischen Stil aus der Geschichte Chiles von César Olhagaray, unterlegt mit Zitaten aus Pablo Nerudas Gedicht: Der Große Gesang (Canto General).
Es werden aber noch andere Aktivitäten der chilenischen Pioniere gezeigt. So empfängt eine jubelnde Gruppe den Generalsekretär der Kommunistischen Partei Chiles Luis Corvalán mit seiner Frau, als diese von Erich Honecker auf dem Flughafen Berlin-Schönefeld empfangen werden.

## Produktion
Die Uraufführung des auf ORWO-Color gedrehten Films fand am 23. September 1977 statt.
Die Dramaturgie lag in den Händen von Gerda Stecher. Die verwendeten Verse stammen von Pablo Neruda und die eingeblendeten Bilder sind Werke des chilenischen Malers César Olhagaray.

## Auszeichnungen
- 1979: Kinderfilmfestival Goldener Spatz: Diplom